# Народно читалище „Напредък – 1884“
Вижте пояснителната страница за други значения на Народно читалище „Напредък“.
Народно читалище „Напредък – 1884“ в Килифарево е основано през 1884 г.
18 млади и интелигентни търговци полагат основите на читалищната дейност. След откриването на читалището, постепенно се сформират библиотека, театрална сцена, хорова и танцова самодейност. На по-късен етап се предприема инициатива за откриване и на кино. Пряко свързани с развитието на читалищната дейност в Килифарево са Райчо Деветаков, Ганчо Зарбев, Йордан Стефански и др.
Част от представленията, играни в Читалище „Напредък“ са: „Преминаването на Ботевата чета през р. Дунав“, „Хаджи Димитър“, „Под игото“ и др. През периода 1918 – 1933 година при изнасяне на представления е бил наеман големия киносалон на предприятието за веялки „Гено Русинов и сие“.
През 1933 година е построена сегашната сграда на Читалище „Напредък“. Историята за построяване на сградата започва още през 1909 година, когато е бил създаден фонд „Постройка на читалищен дом“. В продължение на 20 години този фонд събира средства за построяването на така желаната сграда. Събраната сума от постъпления и дарения била 19 000 лева, като необходимите средства за построяването на сградата възлизали на около 600 000 лева.
Като разбрали за сериозния недостиг на пари, някои от по-заможните търговци и предприемачи от Килифарево даряват крупни суми. Заедно с това, стартира и акция на ръководството на читалище „Напредък“ за набиране на допълнителни средства, на която местното население се включва активно. Така с усилието на всички в Килифарево е събрана необходимата сума за построяване на сградата на читалището, такава каквато я познаваме днес.
До Втората световна война в читалището са събрани над 8450 книги, като постепенно техния брой нараснал до 18 000.
Към читалището развиват дейност детски театрален състав, група за лазарски песни, театрален състав за възрастни, коледарска група, група за обработен фолклор, мъжка група за туристически песни и група за стари градски песни. В читалището се провеждат курсове по английски език и работа с компютър.
През 1895 година, на общо събрание, провело се на 19 февруари, за почетни членове на читалището са избрани П. Р. Славейков и Иван Вазов.
В читалището се помещава постоянна изложба – живопис и графика, която е дарения от килифаревския художник Янко Маринов.
Адрес на читалище „Напредък“: 5050 Килифарево, пл. „България“ 4